# تشنيس (باكينجهامشير)
تشنيس (بالإنجليزية: Chenies)‏ هي قرية وأبرشية مدنية تقع في المملكة المتحدة في إنجلترا. يقدر عدد سكانها بـ 246 نسمة .

## أعلام
- فرنسيس بيكيت
- فرنسيس راسيل
- جون راسل، الدوق السادس من بيدفورد
- فرنسيس راسيل
- جورج راسيل